# Гордон Фримен
Го́рдон Фри́мен (англ. Gordon Freeman) — протагонист серии игр Half-Life. Имеет учёную степень доктора философии (западный аналог кандидата наук) в области теоретической физики, присуждённую ему Массачусетским технологическим институтом (MIT). Работая физиком-теоретиком в научно-исследовательском центре «Чёрная Меза», участвовал в проведении эксперимента над аномальными материалами (англ. anomalous materials) вместе с учёными Айзеком Кляйнером, Илаем Вэнсом и Арнольдом Магнуссоном. В ходе эксперимента произошёл сбой, открывший межпространственные врата в параллельный мир Зен и положивший начало вторжению на Землю населяющих его существ.

## Биография персонажа
Гордон Фримен родился в Сиэтле, Вашингтон. С ранних лет он интересовался квантовой механикой и теорией относительности; его кумирами были Эйнштейн, Хокинг и Фейнман. В конце 90-х годов, будучи приглашённым студентом в Инсбрукском университете, Гордон присутствовал на ранних экспериментах по телепортации, проводимых Институтом экспериментальной физики. С тех пор практическое применение телепортации становится страстью молодого физика. В 1999 году Фримену была присвоена учёная степень доктора философии (PhD) Массачусетским технологическим институтом (MIT) за работу, названную
| | \| «Наблюдение запутанности Эйнштейна-Подольского-Розена на супраквантовых структурах при пропускании через нелинейный трансурановый кристалл импульса сверхдлинных волн (СДВ) из набора источников синхронизированных мод». \| \| Оригинальный текст (англ.) «Observation of Einstein-Podolsky-Rosen Entanglement on Supraquantum Structures by Induction Through Nonlinear Transuranic Crystal of Extremely Long Wavelength (ELW) Pulse from Mode-Locked Source Array.» — Half-Life 2: Prima Official Game Guide, 2004[3] \| |
| «Наблюдение запутанности Эйнштейна-Подольского-Розена на супраквантовых структурах при пропускании через нелинейный трансурановый кристалл импульса сверхдлинных волн (СДВ) из набора источников синхронизированных мод».                                                             | |
| Оригинальный текст (англ.) «Observation of Einstein-Podolsky-Rosen Entanglement on Supraquantum Structures by Induction Through Nonlinear Transuranic Crystal of Extremely Long Wavelength (ELW) Pulse from Mode-Locked Source Array.» — Half-Life 2: Prima Official Game Guide, 2004 | |

Принимая участие в академических исследованиях Инсбрукского университета, Гордон был разочарован их медленными темпами развития и недостаточным финансированием. Охваченный своей мечтой, учёный ищет работу вне образовательных учреждений, и удача улыбнулась ему. Бывший наставник Фримена в MIT, доктор Айзек Кляйнер, взялся за секретный проект в Исследовательском центре «Чёрная Меза» и искал талантливых помощников. Учитывая источники и размеры финансирования, Фримен подозревал, что в центре ведутся разработки новых вооружений. Но, несмотря на опасения, учёный принял предложение работы, надеясь, что мирное применение технологиям также будет найдено.
Фримен получил должность научного сотрудника в лаборатории аномальных материалов с уровнем доступа 3. Для проживания учёному была предоставлена квартира в общежитии исследовательского центра. Прежде чем герой приступил к своим обязанностям, он проходил курс подготовки по использованию специального защитного костюма H.E.V. (см. далее).
Мало что известно о работе Фримена в «Чёрной Мезе» до событий Half-Life. В Half-Life 2: Episode One Аликс Вэнс, комментируя умение Гордона быстро перемещаться по вентиляционным шахтам, пересказывает историю, которую ей поведал доктор Кляйнер. Фримен и его приятель, охранник Барни, соревновались, кто быстрее попадёт внутрь кабинета рассеянного профессора после того, как тот потерял ключ от двери в свой кабинет.
В начале игры Half-Life упоминается, что Гордону 27 лет. В письме администрации отмечено, что Фримен не состоит в браке и не содержит иждивенцев. Однако если в начале игры зайти в раздевалку учёных и заглянуть в шкафчик с фамилией Freeman, то в нём обнаружится фотография маленького ребёнка. Вполне возможно, что это либо сам Гордон в детстве, либо, как предположил Марк Лэйдлоу, племянник или племянница Фримена (на самом деле на фотографии изображена дочь Гарри И. Тизли, одного из разработчиков игры).

## Имя и внешность
Согласно Half-Life 2: Raising the Bar, документальной книге Valve о создании этой игровой вселенной, герой-учёный поначалу был безымянным. Сценарист игры Марк Лэйдлоу намеревался дать герою имя «Дайсон Пуанкаре» в честь Фримена Дайсона и Анри Пуанкаре; имя «Гордон Фримен» придумал Гейб Ньюэлл.
Внешность Гордона Фримена немного видоизменяется от игры к игре. Основные черты, которые остаются неизменными — худощавое сложение, зачёсанные назад каштановые волосы, строгая бородка, очки в чёрной оправе, зелёные глаза и оранжевый защитный костюм H.E.V. Оружие ближнего боя, доступное игроку на начальных этапах игры — красная монтировка — также является неотъемлемым атрибутом героя на протяжении всех игр серии.
Ранняя модель Фримена, имевшая крупное телосложение, густую длинную бороду и усы, носила шуточное название «Космический байкер Иван» (англ. Ivan the Space Biker).

## Появления в играх

### Half-Life
В один из рабочих дней Фримен участвует в важном эксперименте по изучению внеземного кристалла, повлёкшем за собой катастрофические последствия. В результате неудачного эксперимента в «Чёрную Мезу» телепортируются орды пришельцев из параллельного мира Зен, уничтожающих всё живое. Для наведения порядка правительство направляет в центр элитные отряды военных из спецподразделения HECU, в цели которых, помимо всего прочего, входит уничтожение свидетелей катастрофы (им также требовалось закрыть «Чёрную Мезу», а затем и уничтожить её с целью недопущения выхода пришельцев за её пределы). Фримен, облачённый в защитный костюм, направляется в комплекс «Лямбда» с целью помочь укрывшейся там команде учёных остановить вторжение пришельцев. Став едва ли не основной целью для отрядов ликвидации, Гордон с боем прокладывает себе путь по исследовательскому центру.
Пройдя множество испытаний и уничтожив несчётное количество пришельцев и солдат, Фримен в конечном счёте добирается до комплекса «Лямбда». Там группа учёных телепортирует Гордона в Зен, где молодой физик находит и с трудом уничтожает главного виновника вторжения — лидера пришельцев Нихиланта. Нихилант управлял вортигонтами; по сути, они были у него в рабстве. Сразу после битвы Гордон попадает в плен к таинственному человеку, называемому G-Man’ом, который наблюдал за Фрименом со стороны на протяжении всего его путешествия. G-Man, впечатлённый действиями учёного, предлагает Гордону работу от имени своих нанимателей. События Half-Life 2 предполагают, что Фримен принял предложение таинственного агента, надеясь помочь человечеству. Получив ожидаемое согласие, G-Man помещает героя в «стазис» — место вне пространства и времени, где учёный пребывает вплоть до начала Half-Life 2.

### Half-Life 2
G-Man извлекает Фримена из стазиса спустя двадцать лет после событий в центре «Чёрная Меза». Вернувшись на Землю, он обнаруживает, что планета захвачена войсками союза инопланетных рас, известного как «Альянс». Вортигонты, освободившись от влияния Нихиланта, стали мирными жителями Земли, но, как и люди, оказались под гнётом Альянса. По воле G-Man’а Гордон оказывается в роли гражданина крупного восточноевропейского города под номерным названием 17. Вскоре после своего возвращения герой становится ключевой фигурой в движении Сопротивления, возглавляемого бывшими учёными «Чёрной Мезы» — Айзеком Кляйнером и Илаем Вэнсом. Заполучив свой защитный костюм, Фримен отправляется в длительное путешествие по окрестностям Сити 17. Известный благодаря событиям в исследовательском центре, Гордон явился легендарной личностью, мессией в глазах людей и стал особо почитаем вортигонтами, так как освободил их от влияния Нихиланта. Уцелевшие повстанцы и вортигонты, обладающие многочисленными способностями (такие как лечение ран, энергетический выстрел), встречаются на пути Гордона в лагерях Сопротивления и помогают ему достичь цели с помощью своих сил, техники, людей, способностей.
Сражаясь с силами Альянса, «нарушитель № 1» поднимает недовольных на открытое восстание против Содружества. В самый разгар кровопролитных уличных боёв Гордон пробирается в Цитадель — главную базу Альянса в Сити 17 и на Земле в целом. Внутри крепости он встречает ставленника Альянса, бывшего администратора «Чёрной Мезы» Уоллеса Брина. Вышестоящие инопланетные руководители доверили Брину управление Землёй от имени Альянса после её захвата. При поддержке Аликс Вэнс, дочери Илая, герою удаётся настигнуть врага и, перенаправляя энергетические сгустки из системы питания Цитадели в энергетическую систему портала, уничтожить портал, открытый для эвакуации Брина. Сделав это, Гордон и Аликс оказываются в центре мощного взрыва портала. Но раньше, чем волна накрыла героев, время замирает, появляется G-Man и спасает Фримена от смерти. Удовлетворённый достижением своих целей, человек с кейсом после произнесённой речи снова возвращает учёного в стазис, на сей раз не предоставив права выбора.

### Half-Life 2: Episode One
Пришельцы из Зена и союзники землян вортигонты появляются из ниоткуда в момент взрыва генератора «тёмной энергии» Цитадели и спасают Аликс от неминуемой гибели. Через мгновенье существа вторгаются в чёрную пустоту стазиса и освобождают Фримена от G-Man’а.
Гордон и Аликс приходят в чувство у подножия полуразрушенной базы Альянса. Наладив связь с Илаем Вэнсом и Айзеком Кляйнером, герои узнают, что критически повреждённая Цитадель в скором времени взорвётся, уничтожив всё живое в близлежащих окрестностях. Чтобы предотвратить взрыв, Гордон и Аликс под руководством Илая Вэнса возвращаются в Цитадель с целью стабилизировать ядро реактора и прекратить начавшуюся медленную термоядерную реакцию. По пути героям удаётся выяснить, что учёные Альянса отказались от попыток стабилизировать ядро, поскольку после уничтожения Фрименом портала все внешние телепорты и системы связи Альянса на Земле отключились без надежды на быстрое восстановление. Дестабилизация реактора Цитадели для комбайнов стала единственным способом получить достаточно энергии, чтобы отправить в свой мир некое сверхважное сообщение. Аликс удаётся получить копию сообщения, и они с Гордоном покидают разрушающуюся Цитадель. После долгого путешествия по разрушенному городу они встречают Барни Калхауна и помогают ему переправить повстанцев и спасающихся граждан к железнодорожному вокзалу. Герои покидают город на последнем поезде, наблюдая за отправкой сообщения во вселенную Альянса. По завершении передачи данных Цитадель аннигилируется, накрывая взрывной волной поезд с Гордоном и Аликс.

### Half-Life 2: Episode Two
После того как Гордон вместе с Аликс сели в поезд и уже практически покинули Сити 17, Цитадель аннигилирует, образуя огромную межпространственную воронку — суперпортал, через который на подкрепление земному контингенту готовится пройти сверхмощная армия Альянса, многократно превосходящая силы повстанцев, как численно, так и технологически. Во время пребывания на Цитадели Аликс скачала важные данные, ради передачи которых Альянс решился пожертвовать самой Цитаделью. Гордону и Аликс необходимо добраться до «Белой Рощи» — главной базы Сопротивления. По пути в «Белую Рощу» Гордон теряет Аликс из-за нападения синтетов-охотников, но её спасают вортигонты с помощью лечебного экстракта муравьиных львов. Добравшись до «Белой Рощи», Аликс и Гордон передают информацию, с помощью которой учёным Сопротивления удаётся закрыть вызванный взрывом реактора Цитадели портал.
После этого Фримену и Аликс необходимо отправиться на север — на поиски корабля-лаборатории «Борей», который может стать как новой надеждой свободного человечества, так и козырем Альянса, позволяющим ему взять реванш и восстановить свою власть на Земле. В самом конце Episode Two на базу проникают Советники и убивают отца Аликс, так и не успевшего рассказать Гордону об истинных намерениях G-Man’a.

### Half-Life: Alyx
Гордон Фримен упоминается Расселом, когда Аликс слышит, как некая женщина-информатор, общаясь с Советником Альянса, говорит, что в «Хранилище» находится некий выживший из «Чёрной Мезы». Услышав это, Рассел говорит, что это может быть только Гордон Фримен, поэтому его нужно освободить.
После титров следует эпилог, где игрок оказывается в теле Гордона Фримена, который приходит в себя в ангаре на «Белой Роще» после финального момента Half-Life 2: Episode Two. Живой Илай в ярости кричит ему, что G-Man забрал Аликс (в этот момент игрок может увидеть его слева на лестничной площадке, наблюдающего за ними в отдалении). Илай обещает убить G-Man’а и разобраться во всём. Затем к ним подходит Пёс с монтировкой. Илай забирает её и протягивает Гордону со словами, что у них «много работы».

### Другие игры серии
В Opposing Force и Blue Shift Гордон Фримен не является главным героем. Тем не менее, в этих дополнениях можно наблюдать за Фрименом со стороны в нескольких игровых моментах:
- Адриан Шепард во время пребывания в телепортационном комплексе «Лямбда» видит, как Гордон устремляется в телепорт[7]. Попытка проследовать за ним приводит к созданию «временного парадокса» и смерти Шепарда. Также игрок может увидеть в одном из кабинетов портрет Фримена с подписью «Работник месяца».
- Барни Калхаун трижды за игру имеет возможность наблюдать за Фрименом. Первый раз — в самом начале игры, когда Гордон проезжает мимо героя на вагонетке монорельса[8]; второй раз — через камеру наблюдения, когда учёный направляется за костюмом[9]; и третий раз, в самом конце — когда двое солдат HECU волокут пленного Фримена в бесчувственном состоянии[10].

## Защитный костюм H.E.V
В серии Half-Life Фримен носит специальный защитный костюм, называемый H.E.V. (англ. Hazardous Environment Suit — «Костюм для работы в опасных условиях»). Он был разработан Джиной Кросс, одной из главных героинь в Half-Life: Decay и инструктором в тренировочном курсе. В Half-Life Гордон носит костюм четвёртой модели, а уже в Half-Life 2 он надевает модернизированный, пятой. Кросс говорила, что проверила опытный образец пятой модели перед каскадным резонансом, это связано с костюмом в Half-Life 2. Защитный костюм создан для защиты пользователя от агрессивной среды — радиации, электрических разрядов, токсичной среды и механических воздействий.
Костюм 4-й модели, который использовал Фримен в Half-Life, оснащён:
- совокупностью датчиков, предупреждающих пользователя об опасностях: высоком уровне радиации, нехватке кислорода, опасности поражения огнём и слишком низкой температуре;
- системой контроля за состоянием организма;
- переговорным устройством и системой жизнеобеспечения (выправляет переломы и включает в себя инъекторы морфина);
- встроенным фонариком, питающимся от вспомогательного источника энергии.

Костюм может заряжаться от силовых модулей, расположенных на территории «Чёрной Мезы», и от специальных аккумуляторов. С полностью заряженным костюмом носитель может перенести прямое попадание нескольких очередей из огнестрельного оружия, и даже одно прямое попадание из гранатомёта не способно убить носителя костюма, при условии, что уровень здоровья и брони на максимуме.
Защитный костюм — не эксклюзив для Фримена. В измерении Зен можно обнаружить тела участников экспедиций, облачённые в костюмы. В начале игры в Секторе C по бокам от силового модуля для костюма стоят ещё два пустых модуля. Костюмы могут быть окрашены в разные цвета: хотя большинство H.E.V., включая костюм Гордона и костюмы исследователей в Зене, окрашены в оранжевый, героини спин-оффа Half-Life: Decay Джина Кросс и Колетт Грин носят соответственно бежевый и тёмно-бордовый костюм.
В Half-Life 2 Фримен, как и в предыдущих играх, начинает без костюма (несмотря на то, что в конце первой части G-Man, забирая оружие, разрешил Фримену оставить костюм себе). После встречи с доктором Кляйнером Гордон получает новый костюм пятой модели (Кляйнер, как и другие персонажи, называет его «старым костюмом» — это может означать, что H.E.V. был просто модифицирован). Помимо старых функций в новый костюм был встроен объектив переменного фокусного расстояния, возможность использовать ускорение (спринт), автоматический инъектор универсального антидота от различных ядов, возможность использовать силовые военные энергоузлы Альянса для зарядки костюма. Однако, в отличие от четвёртой модели, пятая использует единый источник энергии для фонарика и спринта. Кроме того, модуль для длинных прыжков больше недоступен.
Однако, несмотря на название, H.E.V. разрабатывался не только для защиты от опасных условий окружающей среды, но и для применения в военных целях. «Чёрная Меза» — это военное учреждение, и, очевидно, бронежилеты P.C.V., в которые экипированы солдаты HECU (в частности, в Opposing Force), разработаны по схожей с H.E.V. технологии (это доказывает тот факт, что для подзарядки P.C.V. можно использовать зарядные устройства для «H.E.V.»).
Символ на костюме Гордона — греческая буква «λ» (лямбда). В физике этой буквой обозначается постоянная распада радиоактивных элементов. Кроме костюма Гордона, символ появляется в названии игры, заменяя собой букву «а» — HλLF-LIFE, и это также название целого комплекса в «Чёрной Мезе» (Lambda Complex), где исследуется телепортация. Символ лямбды также присутствует и в Half-Life 2, как символ Сопротивления, в память о событиях в Чёрной Мезе.

## Критика и отзывы
- Уже в 1998 году сразу после выхода игры читатели GameSpot причислили Гордона Фримена к пяти лучшим героям компьютерных игр[11].
- В 2008 году журнал The Age поставил Фримена на 16-е место в списке лучших персонажей игр для Xbox всех времён и народов, добавив, что «никто не сделал больше для репутации и авторитета физиков-теоретиков, чем Valve»[12].
- В 2009 году GameDaily использовал Гордона Фримена как пример «сильного и молчаливого парня», одного из 25 лучших архетипов персонажей в компьютерных играх[13].
- Сайт UGO.com в своём списке 100 лучших медиа-персонажей поставил Гордона Фримена на 14-е место[14].
- Общественный опрос, проведённый GameSpot в 2009 году, определил Фримена как величайшего героя компьютерных игр[15].
- Журнал Empire назвал Гордона Фримена величайшим игровым персонажем[16].
- Фримен получил 8-е место в списке пятидесяти лучших персонажей компьютерных игр по версии книги рекордов Гиннесса в 2011 году[17].